# WTA Challenger Puerto Vallarta
Das WTA Challenger Puerto Vallarta (offiziell: Puerto Vallarta Open) ist ein Tennisturnier der WTA Challenger Series, das seit 2024 in Puerto Vallarta auf dem Gelände des Parque Parota auf Hartplatz ausgetragen wird.

## Siegerliste

### Einzel
| Jahr | Siegerin           | Finalgegnerin     | Ergebnis      |
| ---- | ------------------ | ----------------- | ------------- |
| 2024 | McCartney Kessler  | Taylah Preston    | 5:7, 6:3, 6:0 |
| 2025 | Jaqueline Cristian | Linda Fruhvirtová | 7:5, 6:4      |

### Doppel
| Jahr | Siegerinnen                         | Finalgegnerinnen                     | Ergebnis         |
| ---- | ----------------------------------- | ------------------------------------ | ---------------- |
| 2024 | Iryna Schymanowitsch Renata Zarazúa | Angelica Moratelli Camilla Rosatello | 6:2, 7:61        |
| 2025 | Hanna Chang Christina McHale        | Maya Joint Ena Shibahara             | 2:6, 6:2, [10:7] |